# 그자비에 돌란
그자비에 돌란(프랑스어: Xavier Dolan, 1989년 3월 20일~)은 프랑스계 캐나다인 배우이자 영화 감독이다. 모국어는 프랑스어이며, 콥트교 집안 출신이다. 
아역 배우로 활동을 시작하였으며, 칸 영화제 감독 주간에서 상영된 감독 데뷔 영화 《아이 킬드 마이 마더》 (2009년)가 국제적인 호평을 받았다. 이후 《마미》로 2014년 칸 영화제 심사위원상, 《단지 세상의 끝》으로 2016년 칸 영화제 그랑프리를 수상하였다. 《단지 세상의 끝》으로 제42회 세자르상 감독상을 수상했다.

## 사생활
돌란은 게이이며 《아이 킬드 마이 마더》가 자신의 반자서전이라고 밝혔다. 실제로 《아이 킬드 마이 마더》 대사 중 자신이 좋아하는 레오나르도 디카프리오에 대한 언급이 있기도 하였다.

## 작품 목록
| 연도 | 제목                             | 원제                                | 역할            | 감독              | 비고                     |
| ---- | -------------------------------- | ----------------------------------- | --------------- | ----------------- | ------------------------ |
| 1997 | Heads or Tails                   | J'en suis !                         | 에두아르        | 클로드 푸르니에   |                          |
| 1999 |                                  | Le marchand de sable                | —               | 나딘 푸르넬       | 단편                     |
| 2001 | The Hidden Fortress              | La Forteresse suspendue             | 미카엘          | 로제 캉탱         |                          |
| 2007 | 여름의 거울                      | Miroirs d'été                       | 쥘리앵          | 에티엔 데로지에   | 단편                     |
| 2008 | 마터스: 천국을 보는 눈           | Martyrs                             | 앙투안 벨퐁     | 파스칼 로지에     |                          |
| 2009 | 수지                             | Suzie                               | 푕크            | 미슐린 랑토       |                          |
| 2009 | 아이 킬드 마이 마더              | J'ai tué ma mère                    | 위베르 미넬     | 본인              | 제작, 각본               |
| 2010 | 하트비트                         | Les Amours imaginaires              | 프랑시스        | 본인              | 제작, 각본, 편집         |
| 2010 | 좋은 이웃                        | Good Neighbours                     | 장마르크        | 제이컵 티어니     |                          |
| 2010 | 립셋의 일기                      | Les journaux de Lipsett             | 해설            | 테오도르 우셰브   |                          |
| 2011 |                                  | Boys on Film 7: Bad Romance         | 쥘리앵          | 에티엔 데로지에   | "Mirrors" 부분           |
| 2012 | 로렌스 애니웨이                  | Laurence Anyways                    | 파티의 남성     | 본인              | 단역, 총제작, 각본, 편집 |
| 2013 | 탐엣더팜                         | Tom à la ferme                      | 톰              | 본인              | 제작, 각본               |
| 2013 | 특별한 사람                      | Quelqu'un d'extraordinaire          | —               | 모니아 쇼크리     | 편집                     |
| 2014 | 미라쿨룸                         | Miraculum                           | 에티엔          | 다니엘 그루       |                          |
| 2014 | 엘리펀트 송                      | Elephant Song                       | 마이클 앨린     | 샤를 비나메       |                          |
| 2014 | 마미                             | Mommy                               | —               | 본인              | 제작, 각본, 편집         |
| 2016 | 단지 세상의 끝                   | Juste la fin du monde               | —               | 본인              | 제작, 각본, 편집         |
| 2018 | 보이 이레이즈드                  | Boy Erased                          | 존              | 조엘 에저턴       |                          |
| 2018 | 배드 타임즈: 엘 로얄에서 생긴 일 | Bad Times at the El Royale          | 버디 선데이     | 드루 고더드       |                          |
| 2018 | 존 F. 도노반의 죽음과 삶         | The Death & Life of John F. Donovan | —               | 본인              | 제작, 각본, 공동편집     |
| 2019 | 마티아스와 막심                  | Matthias et Maxime                  | 막스            | 본인              | 제작, 각본, 편집         |
| 2019 | 그것: 두 번째 이야기             | It Chapter Two                      | 에이드리언 멜런 | 앤디 무스키에티   |                          |
| 2021 | 잃어버린 환상                    | Illusions perdues                   | 라울 나탕       | 그자비에 지아놀리 |                          |
| 2023 | 더 비스트                        | La Bête                             | —               |                   | 공동제작                 |

### 뮤직 비디오 감독
- 〈College boy〉 - Indochine (2013)
- 〈Hello〉 - 아델 (2015)
- 〈Easy on Me〉- 아델 (2021)

## 수상경력
| 연도   | 시상식                                        | 작품명              |
| ------ | --------------------------------------------- | ------------------- |
| 2009년 | 제28회 벤쿠버영화제 켄웨스트상                | 아이 킬드 마이 마더 |
| 2009년 | 제7회 자그레브 영화제 최우수 작품상           | 아이 킬드 마이 마더 |
| 2009년 | 제7회 방콕국제영화제 특별언급상 국제경쟁부문  | 아이 킬드 마이 마더 |
| 2009년 | 제62회 칸영화제 감독주간 최우수작품상         | 아이 킬드 마이 마더 |
| 2009년 | 제62회 칸영화제 국제예술영화관연맹상          | 아이 킬드 마이 마더 |
| 2009년 | 제62회 칸영화제 감독주간 최우수 프랑스 영화상 | 아이 킬드 마이 마더 |
| 2010년 | 제57회 시드니 영화제 작품상                   |                     |
| 2010년 | 제63회 칸영화제 감독주간 최우수작품상         |                     |
| 2010년 | 이스탄불 국제영화제 피플스 초이스상           |                     |
| 2010년 | 뤼미에르상 최우수 프랑스어 영화상             |                     |
| 2010년 | 뤼미에르상 관객상                             |                     |
| 2010년 | 제39회 로테르담 국제영화제 무비존상           |                     |
| 2011년 | 제40회 로테르담 국제영화제 무비존상           |                     |
| 2012년 | 제65회 칸영화제 퀴어종려상                    |                     |
| 2012년 | 토론토 비평가 협회상 최우수 캐나다 영화상     |                     |
| 2013년 | 지니어워즈 코스튬디자인부문 공로상            |                     |
| 2013년 | 뤼미에르상 최우수 프랑스어 영화상             |                     |
| 2014년 | 제67회 칸영화제 심사위원상                    | 마미                |
| 2015년 | 제40회 세자르영화제 외국어영화상              | 마미                |
| 2016년 | 제69회 칸영화제 심사위원대상                  | 단지 세상의 끝      |
| 2017년 | 제42회 세자르영화제 편집상                    | 단지 세상의 끝      |
| 2017년 | 제42회 세자르영화제 감독상                    | 단지 세상의 끝      |

## 같이 보기
- 캐나다의 배우 목록